# Mihály Mosonyi
Mihály Mosonyi, właśc. Michael Brand (ur. 14 września 1814 w Boldogasszony, zm. 31 października 1870 w Peszcie) – węgierski kompozytor.

## Życiorys
Pochodził z rodziny niemieckojęzycznej. Jako dziecko uczył się gry na organach i instrumentach dętych, zastępował też kantora w Boldogasszony. W 1825 roku został zatrudniony w biurze parafialnym w Magyaróvár, gdzie uczył się muzyki przepisując ćwiczenia fortepianowe Johanna Nepomuka Hummla. Około 1832 roku podjął naukę u Károlya Turányiego w Preszburgu. W latach 1835–1842 uczył gry na fortepianie na dworze księcia Pétera Pejachevicha w Rétfalu, jednocześnie dokształcając się z podręczników Antonína Rejchy. W tym czasie zaczął komponować także pierwsze utwory, w 1842 roku osiadł w Peszcie, gdzie rok później miało miejsce prawykonanie jego Uwertury i I Symfonii.
Uczestniczył w rewolucji węgierskiej 1848 roku. Przyjaźnił się z Ferencem Lisztem, na którego prośbę napisał w 1856 roku Offertorium i Gradule do jego Missa solemnis, skomponowanej na uroczystość konsekracji Bazyliki Ostrzyhomskiej. Zaangażowany w narodowy ruch węgierski, w 1859 roku zmienił swoje niemieckobrzmiące nazwisko na węgierskie Mosonyi, utworzone od nazwy rodzinnego hrabstwa Moson. Od 1860 roku publikował na łamach założonego przez Kornéla Ábrányiego czasopisma „Zenészeti Lapok”, gdzie propagował ideę stylu narodowego. W 1865 roku gościł na prapremierowym przedstawieniu Tristana i Izoldy Richarda Wagnera w Monachium, w tym samym roku zagrał na kontrabasie podczas prapremiery Die Legende von der heiligen Elisabeth Ferenca Liszta w Peszcie. Po śmierci kompozytora Liszt uczcił jego pamięć utworem Mosonyis Grabgeleit.

## Wybrane kompozycje
(na podstawie materiałów źródłowych)

### Utwory orkiestrowe
- 2 symfonie (I D-dur 1844, II a-moll 1856)
- Uwertura h-moll (1842)
- Koncert fortepianowy e-moll (1844)
- fantazja A honvédek (1860)

### Utwory kameralne
- Sekstet na 2 skrzypiec, 2 altówki i 2 wiolonczele (1844)
- 7 kwartetów smyczkowych (przed 1844)
- Grand nocturne na trio fortepianowe (1845)
- Trio fortepianowe (1851)

### Utwory fortepianowe
- Drei Klavierstücke (1855)
- Zwei Perlen (1856)
- Pusztai élet (1857)
- Magyar gyermek világ (1859)
- Hódolat Kazinczy Ferenc szellemének (1859)
- Magyar zeneköltemény (1860)
- Gyászhangok Széchenyi István halálára (1860)
- Tanulmányok zongorára, a magyar zene előadás képzésére (1860)

### Opery
- Kaiser Max auf der Martinswand (1857, niewystawiona)
- Szép Ilonka (wyst. Peszt 1861)
- Álmos (wyst. Budapeszt 1934)